# Вајтинг (Висконсин)
Вајтинг (енгл. Whiting) град је у америчкој савезној држави Висконсин.

## Демографија
По попису из 2010. године број становника је 1.724, што је 36 (-2,0%) становника мање него 2000. године.
| Група             | 2000.         | 2010.         |
| Белци             | 1.668 (94,8%) | 1.626 (94,3%) |
| Афроамериканци    | 8 (0,5%)      | 4 (0,2%)      |
| Азијати           | 50 (2,8%)     | 35 (2,0%)     |
| Хиспаноамериканци | 20 (1,1%)     | 45 (2,6%)     |
| Укупно            | 1.760         | 1.724         |